# كول سرخ (شلال ودشتغل)
كول سرخ (بالفارسية: کول‌سرخ) هي منطقة سكنية تقع في إيران في قسم شلال ودشتغل الريفي. يقدر عدد سكانها بـ 27 نسمة .